# Marigliano
Marigliano est une ville italienne d'environ 28 900 habitants (2022) située dans la ville métropolitaine de Naples en Campanie.

## Administration
| Période                                  | Période | Identité | Étiquette | Qualité |
| ---------------------------------------- | ------- | -------- | --------- | ------- |
|                                          |         |          |           |         |
| Les données manquantes sont à compléter. |         |          |           |         |

### Hameaux
Lausdomini, Casaferro, Miuli

### Communes limitrophes
Acerra, Brusciano, Mariglianella, Nola, San Vitaliano, Scisciano, Somma Vesuviana